# نیکسونتون (کارولینای شمالی)
نیکسونتون (به انگلیسی: Nixonton) یک منطقهٔ مسکونی در ایالات متحده آمریکا است که در شهرستان پسکوتنک، کارولینای شمالی واقع شده‌است. نیکسونتون ۰٫۰ متر بالاتر از سطح دریا واقع شده‌است.